# 中田あすみ
中田 あすみ（なかだ あすみ、1988年4月5日 - ）は、日本の女性タレント。オスカープロモーション所属。
モデルとしてはローティーン向けのファッション誌『ピチレモン』で活躍し、同世代の少女たちからの支持を獲得する。

## 略歴
- 1991年 - 「クレヨン」から「ファイブ☆エイト」へ、その後グループ内の俳優部門「Switch☆58」に所属。妹が赤ちゃんモデルをやっていたことがきっかけで仕事を始める。初仕事は『セーラームーン』関係の仕事だったという。
- 1997年 - 白石あやのとのユニット「crybaby」でCDデビューする（ポニーキャニオン、戸田誠司プロデュース）[注 1][注 2]。
- 1998年4月 - NHK教育の子供向け番組『天才てれびくん』と後継番組の『天才てれびくんワイド』にてれび戦士としてレギュラー出演[注 3]
- 2002年3月 - てれび戦士を卒業。
- 2003年4月 - アニメ『マーメイドメロディーぴちぴちピッチ』シリーズ主演・七海るちあ役で声優デビュー。
- 2005年8月14日 - 『ぴちぴちピッチ』が台湾でも放送されたことに伴い、台湾で行われた「第6回漫畫博覽會」のイベントに招待され、挿入歌であった「Legend of Mermaid」を披露。
- 2007年4月 - 『ひまわりっ!!』番組終了後にNHKホールにて行われた「Starchild Festival 2007 spring」（通称スタチャフェス）」に出演。
- 2007年4月6日 - 『天才てれびくんMAX ビットワールド』にて[注 4]タレント活動を、ファッション誌『CanCam』（小学館）にてモデル活動を再開。
- 2008年 - オスカープロモーションに所属。
- 2008年10月10日 - 芸名を中田 あすみ（なかた あすみ）から、本名の中田 あすみ（なかだ あすみ）に改名[6]。
- 2009年9月22日 - 天てれ夏のイベント2009に、大沢あかね、前田公輝共に、「卒業戦士」として出演。
- 2012年9月27日 - 『大!天才てれびくん』「激闘!カテゴリング」に、ピンキーマカロン役としてゲスト出演。
- 私生活では、法政大学の同級生で同い年の会社経営者の一般男性と、大学卒業後に交際に発展し、4年間の交際期間を経て2017年3月27日に婚姻届を提出し結婚[7]。同年7月10日に自身のブログを通じて報告した[8]。法政大学は2011年3月に卒業している。2018年2月にハワイで結婚式を行い、4月に日本で披露宴を開いた[9]。2021年8月8日、第1子男児の出産を報告[10]。

## 人物
- 小学生の頃から背が高く[注 5]、子供料金で乗りづらいという悩みを告白した。

## 作品

### シングル
- 君にクラクラ/てれび戦士1998 with 山崎邦正&リサ・ステッグマイヤー
- Honey Beat (c/w曲・www.access.me（c@mo.ne.名義）)
- きらいじゃ★ブギ（きらいじゃ★ブギ、c/w曲・Angel snow）
- will/∞ムゲンダイ★
- 大事な宝箱（太陽の楽園 c/w曲）
- Splash Dream
- RAINBOW NOTES
- 大事な宝箱（太陽の楽園 c/w曲、Legend of Mermaid）
- MOTHER SYMPHONY(c/w 水色の旋律、Piece of Love)
- 七つの海の物語 〜Pearls of Mermaid〜(c/w Beautiful Wish、翼を抱いて)

### アルバム
- 迷子の天使/crybaby
- 天才てれびくんワイド うたの詰め合わせ〜天てれ福袋/MTK The First〜
- 天才てれびくんワイド　天てれ大入り袋〜ミュージックてれびくんパワード/MTK The Second〜
- 天才てれびくんワイド　天てれ宝船〜MTK The Third〜
- 天才てれびくんワイド　天てれ歌まくら〜MTK The 4th〜
- 天才てれびくん MTK The BEST I for LOVE
- 天才てれびくん MTK The BEST II for LIFE
- マーメイドメロディぴちぴちピッチ オリジナルサウンドトラック - テレビアニメ『マーメイドメロディぴちぴちピッチ』サウンドトラック。
- ぴちぴちピッチ ボーカルコレクション ジュエルボックス1 - テレビアニメ『マーメイドメロディぴちぴちピッチ』サウンドトラック。
- ぴちぴちピッチ ボーカルコレクション ジュエルボックス2 - テレビアニメ『マーメイドメロディぴちぴちピッチ』サウンドトラック。
- ぴちぴちピッチ ボーカルコレクション ピュアBOX I - テレビアニメ『マーメイドメロディぴちぴちピッチ』サウンドトラック。
- ぴちぴちピッチ ボーカルコレクション ピュアBOX II - テレビアニメ『マーメイドメロディぴちぴちピッチ』サウンドトラック。
- ひまわりっ!キャラクターボーカルアルバム 霞の里唄祭りっ!
- ひまわりっ!!「キラキラっ!!」キャラクター♪song collection

### 映像作品
- Petit 中田あすみ
- 中田あすみ MEMORIES
- 中田あすみ CATCH FIRE
- マーメイドメロディぴちぴちピッチピュア DVD-BOX1、2映像特典
- ひまわりっ! DVD巻の参、四　映像特典
- ひまわりっ!! DVD2　映像特典 「ひまわりっ!!前夜祭特番」
- ひまわりっ!! DVD3　映像特典　WEB番組「忍者修行 頭脳編☆」
- ひまわりっ!! DVD4　撮りおろしジャケット写真、コメント（映像ではない）
- 関口さん1 DVD その弐 「新人面接　中田あすみ編」

## 出演

### テレビドラマ
- テツワン探偵ロボタック
- 鉄甲機ミカヅキ
- 葵 徳川三代　春姫(徳川義直正室)役
- 関口さん1　第67話 ゲスト出演

### バラエティ
- 天才てれびくん/天才てれびくんワイド（1998年 - 2002年、NHK教育） - てれび戦士
- ビットワールド[注 6]（2007年 - 、NHK教育） - ナカタロッサ・アスミン/ピンキーマカロン 役
- クイズ!THE違和感（2020年 - 、TBS） - 「恋人たちの違和感」の本命彼女役

### その他のテレビ番組
- ディズニーチャンネル　リズムスクエア
- ジャングルブック　ワニの100番
- ひまわりっ!! 前夜祭特番
- 日立 世界・ふしぎ発見!（TBSテレビ）- ミステリーハンター
  - 「新国王誕生！オランダ　幸せの国の素顔」（2013年5月4日）
  - 「世界文化遺産登録記念！外国人初！幕末のFUJIYAMA登山」（2013年9月7日）
  - 「ハッピー・ニュー・ブータン！！ 幸せの国の未来」（2014年1月11日）
  - 「ケネディ没後50周年 私が愛したジョン･F･ケネディ ジャクリーン、ホワイトハウスの日々」（2014年2月8日）
  - 「ピラミッドは巨大な木だった!」（2014年4月19日）
  - 「ダイエット最新事情教えます 脳と肥満のミステリー」（2014年5月24日）
  - 「パリから足をのばして… フランスの素敵な田舎旅」（2014年7月13日）
  - 「新幹線開業50周年！ ジャパンプライド　奇跡の物語」（2014年8月30日）
  - 「紅葉に誘われて箱根・スイス 秘められた150年史」（2014年11月15日）
  - 「人類の進化と歴史にヒントが！ 最新ダイエット術大公開」（2015年1月24日）
  - 「世界で出会ったステキな日本人 79分スペシャル」（2015年2月7日）
  - 「太りにくい！老けにくい！その秘密はここにあった 知られざる腸内細菌パワー」（2016年1月9日）
  - 「アンチエイジングも！花粉症も！脳も！ 知られざる腸内細菌パワー！」（2016年3月19日）
  - 「リオ・ロンドン・東京　五輪が変えるメガシティの未来」（2016年4月16日）
  - 「13億人のパワースポット！ 中国の奇岩地帯　武陵源」（2016年5月28日）
  - 「大いなる人類の遺産　メソポタミアとシルクロード」（2017年1月14日）
  - 「花見が100倍楽しめる！ 桜をめぐる物語」（2017年3月18日）
  - 「日本の行きづらい楽園！東京・青ヶ島 トカラ列島・宝島」（2017年6月24日）
  - 「スター・ウォーズ聖地巡礼」（2017年12月9日）
- 古代文明ミステリー たけしの新・世界七不思議（テレビ東京）- レポーター
  - 2012年1月6日、2012年9月21日、2013年1月4日
- THEナンバー2（BS-TBS）- レポーター
- 古代文明ミステリー たけしの新・世界七不思議大百科（テレビ東京）- レポーター
  - 2014年1月5日、2015年1月7日、2017年1月13日
- 聞きこみ!ローカル線 気まぐれ下車の旅（BSジャパン）- 旅人
  - #12 秋田内陸縦貫鉄道の旅（2014年6月16日）
  - #24 山口県の錦川鉄道の旅（2014年9月8日）
  - #70 山形県・山形鉄道フラワー長井線の旅（2015年8月31日）
- 歴史ロマン 壇ノ浦・関ヶ原・上野戦争 〜歴史を決めた英雄達〜（BSジャパン、2014年12月30日）- MC[12]
- 絶景ローカル線 カメラ旅 今人気!JR飯田線&大井川鐵道（BSジャパン、2015年5月4日）- 旅人
- 土曜スペシャル「冬は東北の温泉へ!雪見&混浴ふれあい湯めぐり旅」（テレビ東京、2016年1月16日）
- 出発！ローカル線 聞きこみ発見旅(名鉄西尾線)（BSジャパン、2016年8月29日）
- 明日どこ!?DX ★EXILE USA&ミクロネシア連邦大使が冬の青森へ（TOKYO MX、2020年3月13日） - レポーター[13]
- news every.（2022年 - 、日本テレビ） - 特集レポーター

### テレビアニメ
- マーメイドメロディーぴちぴちピッチ（2003年 - 2004年、テレビ愛知 テレビ東京）主演・七海るちあ 役
  - マーメイドメロディーぴちぴちピッチピュア（2004年、テレビ愛知 テレビ東京）
- ひまわりっ!（2006年、千葉テレビ放送）ゆすら 役
  - ひまわりっ!!（2007年、千葉テレビ放送）

### CM
- 松下電器産業 画王
- NTT
- 東急リバブル
- ポニーキャニオン らくらく英検英語俱楽部
- ヤマハ音楽教室
- 伊勢丹
- コダック「入学式」
- NHK公共放送 - 1996年イメージガール
- バンダイ あみものたまごっち
- ローバージャパン
- ナムコ、ナムコミュージアムアンコール
- ソニー・コンピュータエンタテインメント、みんなのゴルフ
- エフティ資生堂、スーパーマイルドシャンプー（1998年）[注 7]
- 出光興産
- 住友林業
- タカラ、ぴちぴちピッチ e-pitchマイクピュア
- タカラ、ぴちぴちピッチピュア ハートのかけら
- ニベア ハッピータイム ボディミルク

### ラジオ
- ピチモのサタピチ
- しんドルパーラー しんドル・占いの館
- ひまわりっ!のラジオなのです。ご主人様♪
- J-WAVE TOKYO MORNING RADIO （J-WAVE）MEETSリポーター

### 映画
- スワンズソング

### 舞台
- I²（アイツー）自分の中の”アタシ”…アタシの中の“自分”…（2002年）主演・理沙 役
- ビットワールド THE STAGE（2025年公演予定）ソーイ / アスミン 役[15][16]

### ゲーム
- ラスト・アライブ
- マーメイドメロディーぴちぴちピッチ
- マーメイドメロディーぴちぴちピッチ ぴちぴちパーティ
- マーメイドメロディーぴちぴちピッチ ぴちぴちっとライブスタート!
- クライシス コア ファイナルファンタジーVII（2007年）シスネ 役
- ディシディア ファイナルファンタジー オペラオムニア（2017年 - ）シスネ 役
- クライシス コア -ファイナルファンタジーVII- リユニオン（2022年）シスネ 役
- ファイナルファンタジーVII リバース（2024年）シスネ 役

### 雑誌連載
- ピチレモン（学習研究社）
- CanCam（小学館）
- Oggi（小学館）- レギュラーモデル